# Rudolf Mates
Rudolf Mates (17. srpna 1881 Pečky – 4. února 1966 Habry) byl český malíř, ilustrátor Karafiátových Broučků a dalších dětských knih, loutkář a pedagog.

## Život
Narodil se 17. srpna 1881 v Pečkách v domě čp. 131, v rodině truhláře Františka Matesa a jeho manželky Anny, dcery hostinského Jakuba Stejskala z Českého Brodu.
Vystudoval gymnázium a Učitelský ústav v Kutné Hoře. Kariéru začal jako učitel obecné školy v Ronově nad Doubravou, dále učil v Habrech, kde se 7. září 1909 oženil s Marií Váňovou a na měšťanských školách v Čáslavi, Kutné Hoře i jinde. Byl aktivním členem Sokola, navrhl mj. prapor Sokola Čáslav, namaloval oponu sokolského divadla a navrhoval propagační grafiku a viněty pro sokolský časopis. Je pohřben v rodinné hrobce v Habrech.

## Dílo
Do povědomí tří generací dětí se dostal svými ilustracemi Karafiátových Broučků. Dále ilustroval čtyři desítky dětských knih, hlavně říkadel, omalovánek, pohádek, bajek a knížek mravoučných, které vycházely především v nakladatelstvích Aloise Hynka, Eduarda Weinfurtera, Šolc & Šimáček, ale i jiných. Ilustroval cyklus libret her pro loutkové divadélko. Vytvářel také obálky a předsádky s tapetovým dekorem. Pravidelně přispíval do dětských časopisů, pokusil se sám vydávat časopis Jitro (Mladá Boleslav 1919–1921). Dlouhodobě jeho ilustrace otiskoval Malý čtenář, a katolické kalendáře. Většina jeho ilustrací jsou kolorované kresby se silnou obrysovou linkou, které stylizací tvarů vycházejí z rostlinného a dekorativního pojetí secese. Stylově souznějí s jeho vrstevníky Vojtěchem Preissigem a Josefem Wenigem.
Ve volné tvorbě se věnoval krajinomalbě, malbě zátiší a květin, k níž vedl také své žákyně. Do kostela v Ronově nad Doubravou vytvořil návrhy dvou okenních vitráží.

## Ilustrace (výběr)
- O kohoutkovi a slepičce. Praha 1921
- Antonín Mojžíš:Výbor národních písní, řikadel, her, pohádek, hádanek, přísloví a pořekadel. Alois Hynek Praha 1921
- Josef Kožíšek: Pohádky lesa. Praha 1923[4]
- Ze všech nejkrásnější národní pohádky o zvířátkách a dětech. Vydal Eduard Weinfurter, Praha 1927
- Blanka Blánická: Kytka bajek. Eduard Weinfurter, Praha 1928
- Jan Karafiát: Broučci. Česky i německy od 11. do 20. vydání, Praha 1929–1945, reprint od 1994
- Jan Karafiát: Broučkova pozůstalost
- Vojta Merten: Kašpárek a oslík Filuta. Josef Hokr, Praha 1931
- František Flos: Babiččin šmodrcha. Ústřední nakladatelství a knihkupectví učitelstva československého, Praha 1932
- Pohádky pro nejmenší čtenáře. Ústřední nakladatelství a knihkupectví učitelstva československého, Praha 1932
- Marie Voříšková: Cvalíčka a Čahounka povedený cirkus. Praha 1942
- Amálie Kutinová: Gabra a Málinka ve městě. Praha 1942